# Reformierte Kirche Zurzach

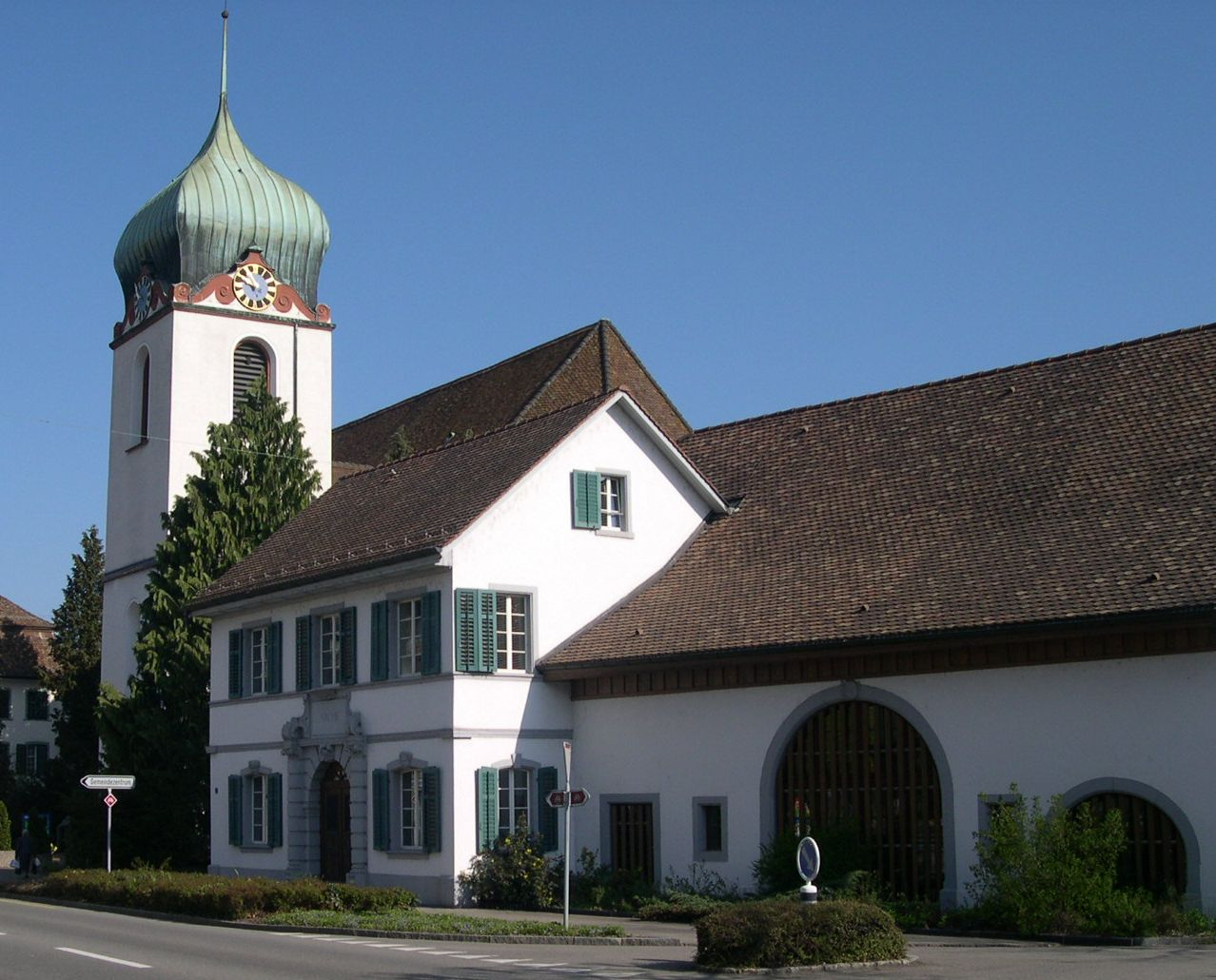
Reformierte Kirche Zurzach (1724), im Vordergrund: Kirchgemeindehaus „Arche“

Die reformierte Kirche Zurzach ist das reformierte Kirchengebäude in Bad Zurzach im Schweizer Kanton Aargau. Sie gehört der reformierten Kirchgemeinde Zurzach, die neben den reformierten Einwohnern des Fleckens Bad Zurzach auch die der Gemeinden Böbikon, Mellikon, Rekingen, Rietheim, Rümikon und Wislikofen umfasst.

## Gebäude

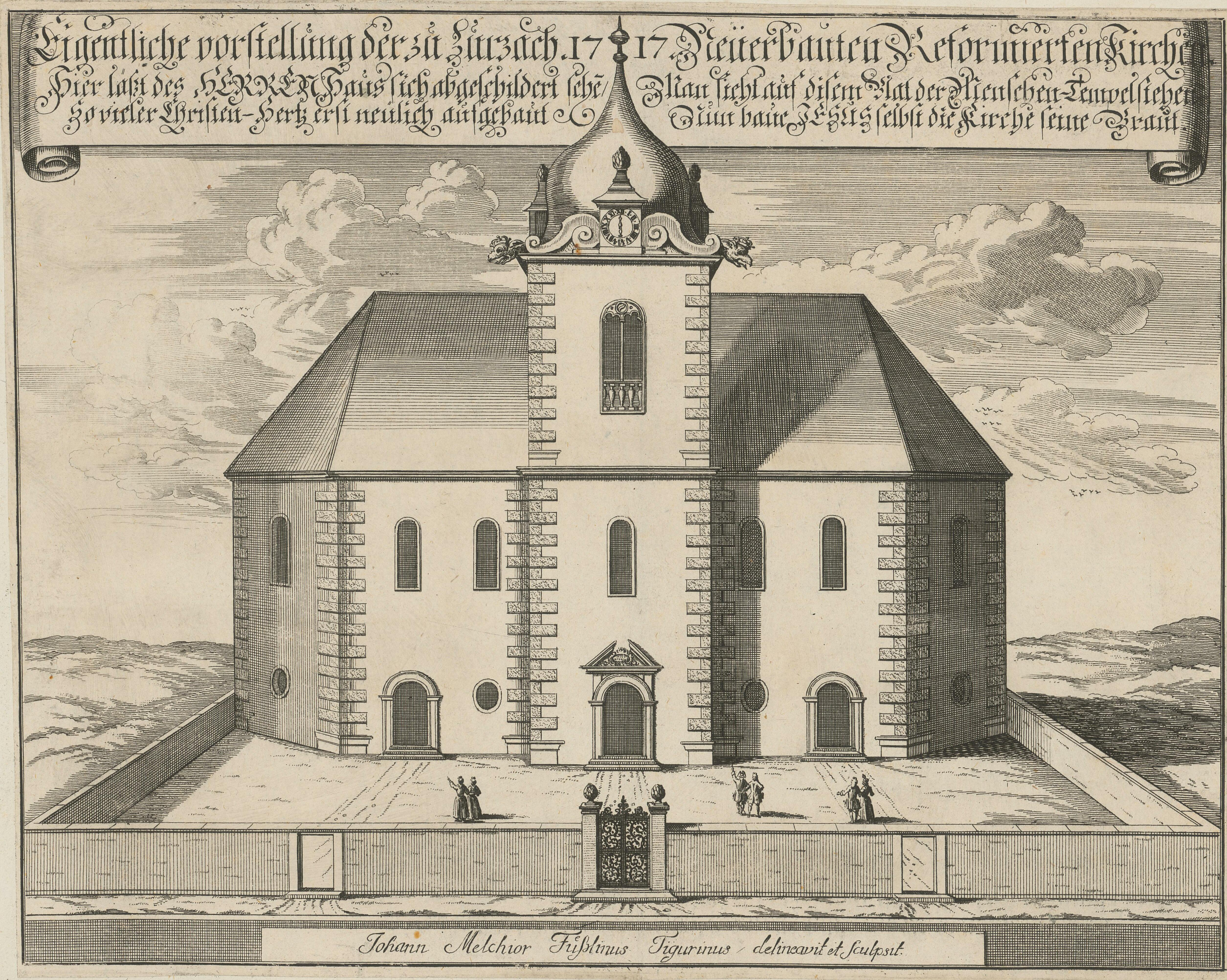
Eigentliche vorstellung der zu Zurzach 1717 Neüerbauten Reformierten Kirchen

Seit der Reformation war Bad Zurzach paritätisch. Nach dem Zweiten Villmergerkrieg 1712 beschlossen die nun rechtlich besser gestellten Reformierten, eine eigene Kirche zu bauen. Sie wurde vom Zürcher Architekten Matthias Vogel ab 1716 gebaut und 1724 eingeweiht. Sie gehört zu den ersten reformierten Querkirchen der Deutschschweiz und orientiert sich im Grundriss am Vorbild der Othmarskirche Wilchingen. Die Querkirche besitzt einen gestreckten achteckigen Grundriss und einen straßenseitigen Turm mit quadratischem Grundriss, der einen Zwiebelhelm trägt. Seine Uhrgiebel sind mit Voluten verziert.
Im Inneren der Kirche finden sich Emporen auf drei Seiten. Die Kanzel befindet sich auf der vierten Seite gegenüber dem Eingang. Der Taufstein vor der Kanzel stammt aus dem 17. Jahrhundert. Eine aufgelegte achteckige Holzplatte dient als Abendmahlstisch. Die flache Decke über einer Hohlkehle ist mit Stuckfeldern verziert, die durch Akanthusranken und Engelsköpfe miteinander verbunden sind. Ebenso sind die Decken unter den Emporen geschmückt. Diese Verzierungen entstammen der Schule des Stuckateurs H. J. Schärer aus Schaffhausen.

## Orgel
Die farbig gefasste, geschmückte Orgel stammt ursprünglich aus dem Verenamünster Zurzach. Gebaut wurde sie 1820 vom Orgelbauer Franz Josef Remigius Bossart. Das Schleifladen-Instrument hat 29 Register auf zwei Manualwerken und Pedal. Die Spiel- und Registertrakturen sind mechanisch.
| I Rückpositiv C–f3 |               |       |
| 1.                 | Copel         | 8′    |
| 2.                 | Principal     | 4′    |
| 3.                 | Flöte douce   | 4′    |
| 4.                 | Quinte        | 2 ⁄3′ |
| 5.                 | Flageolet     | 2′    |
| 6.                 | Cymbel III–IV | 1′    |
| 7.                 | Regal         | 8′    |

| II Hauptwerk C–f3 |                 |       |
| 8.                | Principal       | 8′    |
| 9.                | Suavial (ab c1) | 8′    |
| 10.               | Bourdon         | 8′    |
| 11.               | Spitzflöte      | 8′    |
| 12.               | Gambe           | 8′    |
| 13.               | Octave          | 4′    |
| 14.               | Hohlflöte       | 4′    |
| 15.               | Quint           | 2 ⁄3′ |

| (Fortsetzung Hauptwerk) |                 |        |
| 16.                     | Octave          | 2′     |
| 17.                     | Flöte           | 2′     |
| 18.                     | Terz            | 1 3⁄5′ |
| 19.                     | Larigot         | 1 ⁄3′  |
| 20.                     | Mixtur III      | 2′     |
| 21.                     | Sesquialter II  |        |
| 22.                     | Cornett         | 8′     |
| 23.                     | Fagott-Crumhorn | 8′     |

| Pedalwerk C–d1 |              |        |
| 24.            | Subbass      | 16′    |
| 25.            | Oktave       | 08′    |
| 26.            | Gedackt      | 08′    |
| 27.            | Oktav        | 04′    |
| 28.            | Rauschpfeife | 02 ⁄3′ |
| 29.            | Trompete     | 08′    |

- Koppeln: II/I, I/P, II/P

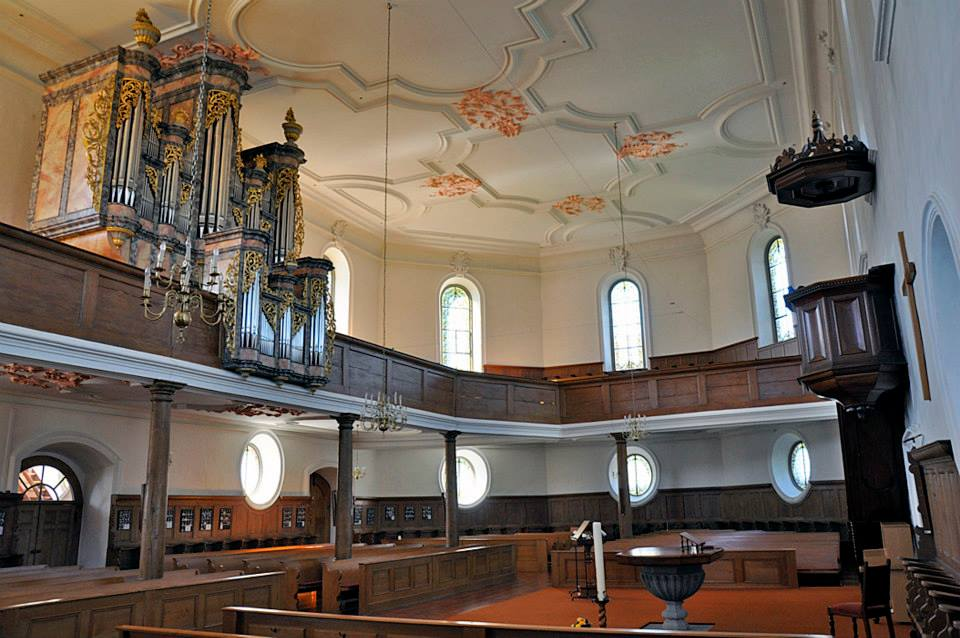
Innenraum mit der Bossart-Orgel

Plattenaufnahmen entstanden hier mit Bernhard Billeter, Imelda Blöchliger und Bernhard Schmid.

## Glocken
Im Zwiebelturm befindet sich ein vierstimmiges Glockengeläut; die beiden tieferen Glocken wurden 1975 bei H. Rüetschi in Aarau gegossen, die beiden höheren sind Barockglocken, die 1717 von der Giesserei Füssli gegossen wurden. Eine dritte Barockglocke (cis′) wurde aus dem Turm geholt und vor der Kirche aufgestellt.
| Glocke | Gewicht | Schlagton | Inschrift                                                      |
| ------ | ------- | --------- | -------------------------------------------------------------- |
| 1      | 1685 kg | d′        | «DENN DER HERR IST GÜTIG, EWIG WÄHRET SEINE GNADE!»            |
| 2      | 700 kg  | f′        | «JAUCHZET DEM HERRN, ALLE WELT! DIENET DEM HERRN MIT FREUDEN!» |
| 3      | 850 kg  | g′        |                                                                |
| 4      | 500 kg  | b′        |                                                                |